# Clints Dod
Der Clints Dod ist ein 399 Meter hoher Hügel der Lammermuir Hills. Er liegt im östlichen Teil der Hügelkette in der schottischen Council Area East Lothian.

## Beschreibung
Der Clints Dod erhebt sich etwa elf Kilometer südwestlich von Dunbar und zwölf Kilometer südöstlich von Haddington. Die nächstgelegene Ortschaft ist das vier Kilometer nordöstlich gelegene Garvald. Vor der Ostflanke erstreckt sich das Dunbar Common, eine moorige Ebene, auf welcher sich die Crystal Rig Wind Farm erstreckt. Der Clints Dod besitzt fünf flache Nebenkuppen: Rook Law (379 Meter) und Wool Hill (365 Meter) südöstlich der Hauptkuppe, Mid Hill (372 Meter) und Clints Law (353 Meter) nordwestlich der Hauptkuppe, sowie der schwach ausgeprägte Eachil Rig (360 Meter) östlich der Hauptkuppe.
An der Ostflanke entspringt der Thorter Burn, der zum Thorter Reservoir aufgestaut wird und über den Whittingehame Burn dem Biel Water zufließt. An der Südflanke entspringt hingegen das Whiteadder Water, das schließlich in England im Tweed aufgeht. Der von der Ostflanke abfließende West Burn zählt zu den Quellbächen des Bothwell Water, das in das Whiteadder Water mündet.

## Geschichte
Die Hänge des Clint Dods waren einst besiedelt. An seinem Westhang, am Thorter Burn, befindet sich das früheisenzeitliche White Castle Fort. In der Nähe des Forts finden sich die Reste einer landwirtschaftlichen Siedlung, die als Bodendenkmal geschützt sind.
Auf der Kuppe des Clints Dod befindet sich ein etwa drei Meter durchmessender und 0,2 Meter hoher Cairn. Es handelt sich vermutlich um ein Bauwerk aus dem 19. Jahrhundert, das zur Triangulation aufgeschüttet wurde. Die Karte der Ordnance Survey aus dem Jahre 1855 verzeichnet dort einen Triangulationspunkt. An den West- und Nordflanken des Clint Dods wurde in der Vergangenheit an mehreren Orten Stein gebrochen.